# Cervino - La montagna del mondo
Cervino - La montagna del mondo è un documentario del 2015 diretto da Nicolò Bongiorno.

## Trama
Cervino - La montagna del mondo è un documentario prodotto dalla casa di produzione cinematografica Allegria Films. Iniziato nel 2014, il film vede la luce nel 2015 e rappresenta il primo capitolo di 3 Human Adventures, una trilogia dedicata alle esplorazioni umane, a cui nel 2019 fa seguito il film I Leoni di Lissa.
Dal 2019 il film viene anche distribuito regolarmente nelle sale francesi dalla casa editrice e società di distribuzione cinematografica Filigranowa.
La struttura del documentario si articola su tre piani narrativi, rispettivamente dedicati al racconto della conquista della montagna avvenuta nel 1865, all’analisi di fonti letterarie ed archivistiche ed infine alla scalata che il regista stesso compie insieme alla guida alpina del Cervino Marco Barmasse. Il racconto di quest’ultima impresa nel film diviene occasione per una ricerca introspettiva volta ad esplorare il contatto con una natura selvaggia e il rapporto tra figlio e padre che legava Nicolò e Mike al Cervino. Il film, proiettato al Cervino Cinemountain, ottiene il premio del pubblico e successivamente trionfa ad altri festival cinematografici sui film di montagna.
Una trattazione tematica del documentario appare inoltre all'interno di un articolo della rivista Montagne & Alpinisme e del libro Les Cinéastes de l'impossible dello scrittore Jean-Philippe Guigou.

## Riconoscimenti
Cervino Cinemountain - (2015)
- Premio del pubblico

Alps Cinema Contest - (2016)
- Vincitore

Orobie Film Festival - (2016)
- Vincitore